# ᛈ
ᛈ (ペルソー、パーソー、ペオース、英語: pertho、英語: peorth) はルーン文字の第14字母で、アングロサクソンルーンにおいて /p/ の音価を表す文字である。その名称は "梨の木"を意味する。